# Лабазанов, Шамиль Чупалавович
Шамиль Чупалавович Лабазанов (25 декабря 2001) — российский спортсмен, специализируется по ушу. Многократный чемпион России по ушу. Мастер спорта России.

## Спортивная карьера
Является воспитанником халимбекаульской школы «Пять сторон света», занимается под руководством Евгения Сащенко. В ноябре 2013 года в селе Халимбекаул Буйнакского района стал победителем первенства Дагестана среди юношей 11-12 лет. В октябре 2020 года во Владимире выиграл чемпионат России. В марте 2021 года в Москве стал чемпионом России по ушу. В середине февраля 2022 года в каспийском дворце спорта имени Али Алиева стал чемпионом Дагестана. 25 февраля 2022 года ему было присвоено звание мастер спорта России. В апреле 2024 года в Москве, победив в финале Магомеда Абдулхаликова из Дагестана, стал чемпионом России. В июне 2024 году в Казани, одолев в финале Суря Бхану Партапа Сингха из Индии, стал чемпионом игр БРИКС.

## Спортивные достижения
- Чемпионат России по ушу 2020 — ;
- Чемпионат России по ушу 2021 — ;
- Чемпионат России по ушу 2024 — ;
- Спортивные игры БРИКС 2024 — ;